# 대당서역기
《대당서역기》(大唐西域記)는 삼장법사 현장의 17년간(629년~645년)의 구법 행적을 정리한 것이다. 현장이 구술한 내용을 제자 편기가 정리한 것으로 646년 7월에 완성되었다. 모두 12권 총 10만여 자로 이루어져 있으며 현장의 직접적, 간접적 경험들을 집대성한, 전세계 138개국의 군사, 문화, 종교, 외교, 무역, 정치, 경제, 정보, 풍토와 지리, 사회, 전설, 관습 등이 정리되어 있는 방대한 서적이다. 명태의 소설 《서유기》에 영향을 주었다.

## 같이 보기
- 현장
- 《서유기》